# Rena (Schiff)
Die Rena war ein Panamax-Containerschiff, das unter der Flagge Liberias fuhr. Das Schiff wurde von dem griechischen Unternehmen Costamare bereedert und war seit Juni 2011 für fünf Jahre an die Mediterranean Shipping Company verchartert.

## Bau, Indienststellung und Einsatz
Die Rena wurde als ZIM America unter der Baunummer 247 auf der Howaldtswerke-Deutsche Werft AG in Kiel gebaut. Die Kiellegung erfolgte am 4. Oktober 1989, die Fertigstellung am 1. April 1990.
Das Schiff wurde von einem langsamlaufenden Achtzylinder-Zweitakt-Dieselmotor des Typs Sulzer RTA76 angetrieben, der von dem polnischen Hersteller Cegielski in Lizenz gebaut wurde. Er wirkte direkt auf den Festpropeller und erzeugte bei einer Drehzahl von 98/min knapp 22.000 kW.
Die ZIM America wurde als Typschiff der sieben Schiffe umfassenden ZIM-America-Klasse in Dienst gestellt und unter der Flagge Israels für das israelische Unternehmen Zim Integrated Shipping Services in Fahrt gebracht. Später fuhr sie als Andaman Sea unter der Flagge Maltas, bevor sie als Rena unter liberianischer Flagge eingesetzt wurde.

## Havarie vor Neuseeland

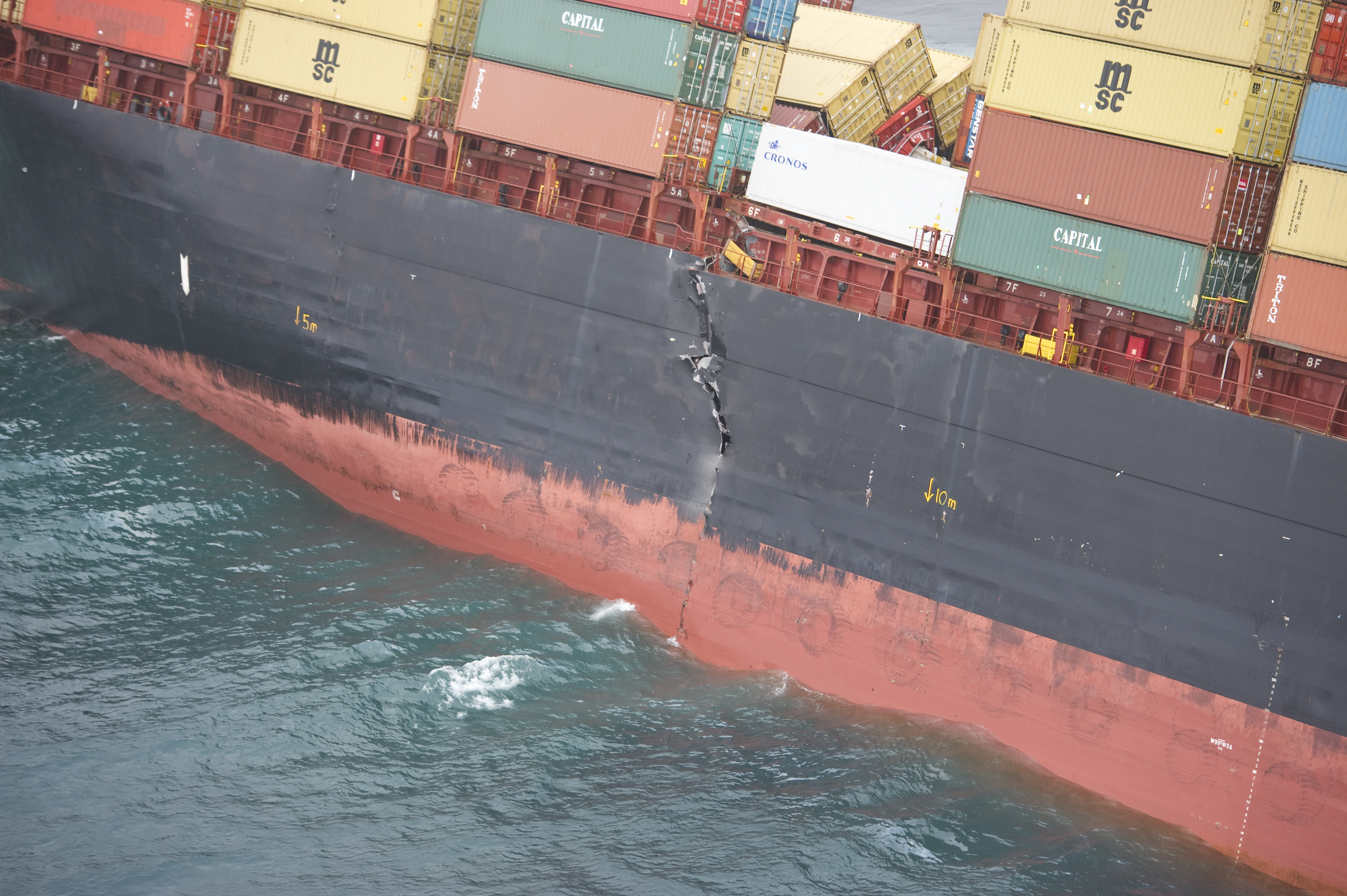
Deutlich zu sehen ist der Riss, von dem ausgehend die Rena später auseinanderbrach

Koordinaten: 37° 32′ 25″ S, 176° 25′ 45″ O
Am 5. Oktober 2011 gegen 2:20 Uhr Ortszeit lief die Rena, die sich mit 9,60 m Tiefgang auf dem Weg von Napier nach Tauranga an der Ostküste der neuseeländischen Nordinsel befand, auf das etwa 20 km vor Tauranga in der Bay Of Plenty liegende Astrolabe Reef auf.
Durch das Auflaufen erhielt die Rena eine Schlagseite von etwa zwölf Grad; zwei Laderäume wurden geflutet, die Treibstofftanks blieben zunächst unbeschädigt. Aus gebrochenen Rohrleitungen trat jedoch Öl aus. Von der Havarie war unter anderem die Bay of Plenty bedroht. In den Tagen nach dem Unglück wurden über 3000 Liter des Dispersionsmittels Corexit 9500A auf den Ölteppich gesprüht, jedoch trat der gewünschte Effekt der Dispersion bei dem Schweröl der „Rena“ nicht ein. Am 13. November 2011 war das Abpumpen des Öls abgeschlossen, kleine Restmengen verblieben jedoch im Schiff.
Bis zum 20. Oktober waren insgesamt 88 Container über Bord gegangen. Nach mehreren Stürmen zog sich ein tiefer Riss durch das Wrack. Am 8. Januar 2012 zerbrach das Schiff während eines Sturms in zwei Teile, wobei weitere Container über Bord gingen. Zwei Tage später befand sich das abgedriftete Heck bis auf die Bruchstelle und die Kommandobrücke fast gänzlich unter der Wasseroberfläche. Am 4. April rutschte das Heckteil in einem Sturm mit zehn Metern Wellenhöhe weiter das Riff hinunter und versank vollständig.
Im Mai 2012 wurden der philippinische Kapitän und der Navigationsoffizier, die wegen fahrlässiger Fahrweise, Umweltverschmutzung und Justizbehinderung angeklagt waren, zu siebenmonatigen Freiheitsstrafen verurteilt. Der Kapitän sei unter Zeitdruck von der geplanten Route abgewichen und habe fatale Fahrfehler gemacht, hieß es in der Begründung.
Das Wrack wurde zu einem Tauchspot.